# La casa de las profundidades

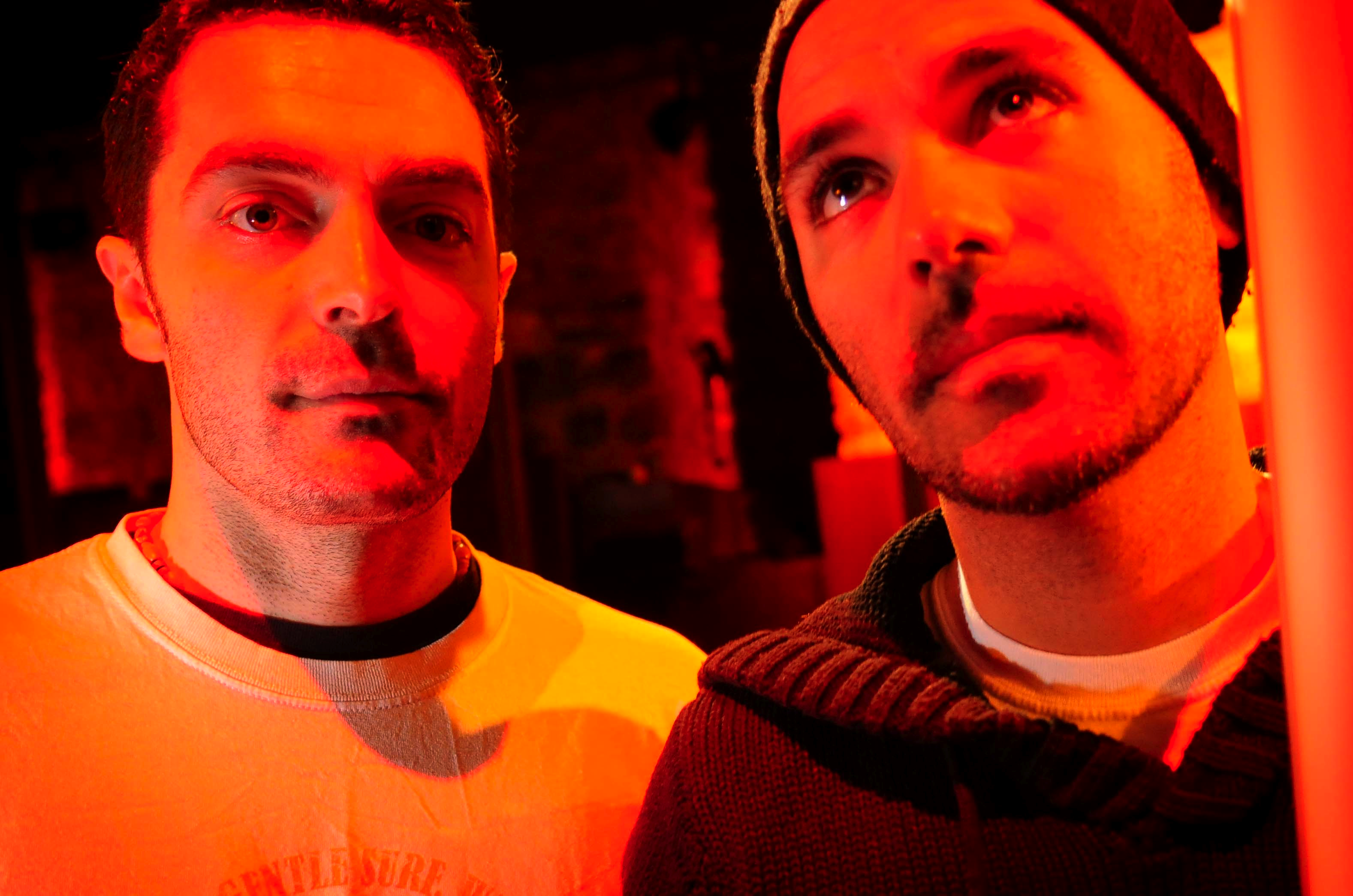
La pareja de directores.

The Deep House (La casa de las profundidades) es una película francesa de terror sobrenatural de 2021 escrita y dirigida por Julien Maury y Alexandre Bustillo. La película está protagonizada por James Jagger y Camille Rowe. Blumhouse Productions y Epix adquirieron la película para su distribución en Norteamérica.
La película fue estrenada en Francia el 30 de junio de 2021 por Apollo Films.

## Argumento
Ben y Tina son una joven pareja comprometida de Nueva York y apasionados youtubers que viajan por Europa y buscan lugares supuestamente encantados para grabar sus experiencias. Un día, van al suroeste de Francia para buscar un supuesto pueblo sumergido abandonado, en un lugar muy remoto, sólo para encontrarlo como un lugar de vacaciones lleno de gente. Un lugareño, Pierre, se ofrece a llevarlos a un brazo aislado del lago en el bosque de Chanteloup, un área que fue sumergida artificialmente en 1984 para evitar inundaciones devastadoras que se repetían con frecuencia. El área a la que los conduce contiene una maravillosa mansión que, según él, se ha conservado perfectamente.
Al llegar al lugar, Ben y Tina se sumergen, encontrando la casa en poco tiempo y a pesar de estar cerrada con cadenas y tener todas las puertas cerradas y ventanas tapiadas, encuentran una ventana de un ático por la que pueden entrar. Al explorar el lugar, se lo encuentran con su contenido extrañamente bien conservado; sin embargo, comienzan a suceder cosas espeluznantes después de que entran a la casa; escuchan voces y ruidos extraños, el rastreador de movimiento en su ROV sumergible indica movimiento, mientras que no hay nada que lo active y su equipo electrónico inexplicablemente comienza a fallar. Además, en algunas de las habitaciones encuentran gran cantidad de fotos, carteles y reportajes que muestran a niños desaparecidos, así como símbolos satánicos. En la cocina, descubren una puerta bloqueada por un gran crucifijo y al abrirla, ingresan a una habitación que contiene dos cadáveres encadenados con máscaras de tortura suspendidas sobre un pentagrama satánico, y una habitación lateral llena de frascos con partes humanas. Ben y Tina intentan huir de la casa, pero la ventana por la que entraron la encuentran inexplicablemente tapiada con una pared de ladrillos, y su frenética búsqueda de otras salidas resulta infructuosa.
Mientras intenta abrir una rejilla en el cuarto con los dos cuerpos, Tina es atacada de repente. El asalto cesa abruptamente, pero extrañamente Ben niega que haya sucedido algo inusual. Curioso, Ben quita las máscaras de los cadáveres, revelando que son los Montégnac, la familia propietaria de la casa. Los dos cadáveres cobran vida de repente y los persiguen por la casa. Cuando intentan escapar a través de una chimenea, el eje se derrumba, atrapándolos en diferentes pisos. En una habitación de arriba, Ben encuentra un árbol genealógico con Pierre, que lo revela como el hijo de los Montégnac, y deduce que los atrajo a la casa a propósito, antes de ser atacado por una chica no muerta, Sarah, la hija de la familia, y resulta poseído por ella. Cuando Tina lo encuentra, él la lleva a una sala de estar oculta en el sótano donde Sarah, a través de Ben y un espantoso rollo de película, revela que el Sr. Montégnac y Pierre secuestraron a niños de los alrededores para usarlos como sacrificios satánicos. Los padres Montégnac y Sarah finalmente fueron asesinados por una turba vengativa, pero Pierre logró escapar.
Bajo la influencia de Sarah, Ben intenta convencer a Tina de que se una a la familia. En pánico y con su suministro de oxígeno agotado, Tina huye a una capilla satánica secreta, donde encuentra un conducto que sale. Ben la alcanza y trata de matarla, pero ella lo hiere con un cuchillo de buceo, sacándolo de su trance. Antes de que puedan escapar juntos, Sarah apuñala a Ben hasta la muerte. Los Montégnac luego giran hacia Tina, pero ella escapa por el pozo, que le conduce de regreso al lago. Pero justo debajo de la superficie del agua, el aire que queda en sus pulmones se agota y se ahoga.
Una escena tras los créditos finales, muestra a Pierre, tiempo después, llevando a otra incauta pareja de exploradores al lago.

## Elenco
- James Jagger como Ben
- Camille Rowe como Tina
- Éric Savin como Pierre Montégnac
- Alexis Servaes como el Señor Montégnac
- Anne Claessens como la Señora Montégnac
- Carolina Massey como Sarah Montégnac

## Producción

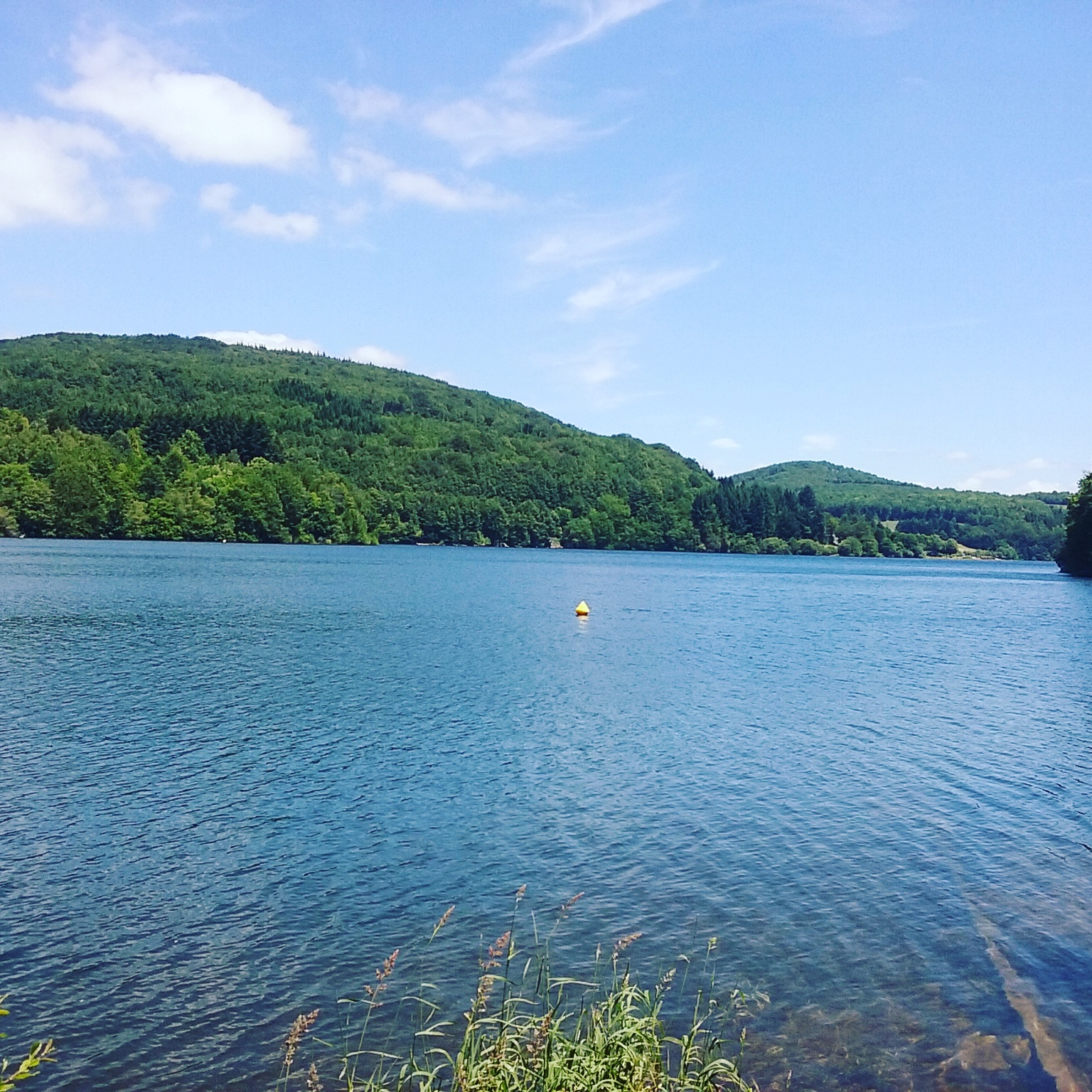
Una de las locaciones naturales (Lac de la Raviège).

La fotografía principal tuvo lugar del 27 de enero al 13 de marzo de 2020 en Studios Lites (Vilvoorde, en la región flamenca de Brabante, Bélgica), donde había una piscina de 9 metros de profundidad para albergar los decorados de la película. Luego se interrumpió debido a la pandemia de Covid-19. Se reanudó del 15 hasta el 26 de junio. Del 6 al 10 de julio, se rodó en la región de Occitanie (en los lagos Raviège y Saint Peyres) en Tarn. El 17 de julio, se terminó de filmar en los Estudios de Bry-sur-Marne, Francia.

## Recepción / Críticas
Jean-François Rauger, de Le Monde, subraya positivamente que "este largometraje renueva con brillantez y originalidad el tema de la casa encantada". Philippe Guedj, de Le Point, comparte su punto de vista de que, "a pesar de algunas aproximaciones en la escritura y de un final desgraciadamente precipitado, La casa profunda seduce con su concepto de película puramente palomera y sin ningún complejo, al igual que Crawl de Alexandre Aja". Stéphanie Belpêche, del Journal du dimanche, advierte que "rodada en condiciones reales (los decorados son increíbles), esta historia aterroriza con efectos minimalistas, que se producen cuando menos se espera. La adrenalina está garantizada".
El portal de Bloddy Disgusting otorgó una calificación de 3.5/5 y reporta: "The Deep House ofrece un descenso lento y oscuro que llega a una conclusión satisfactoria. La ambientación submarina le confiere una calidad de otro mundo, como ninguna otra. La película se conforma más con dejar que la corriente del miedo se extienda lentamente sobre el público que con proporcionar un asalto sensorial, por lo que el disfrute variará dependiendo de lo dispuesto que esté a sumergirse en los detalles por encima de la historia simplificada. Pero Bustillo y Maury mezclan con éxito dos subgéneros y lo ejecutan con una ambición impresionante. Esa atrevida capacidad de poner a prueba los límites del terror, al menos a nivel técnico, siempre es bienvenida en el espacio del género, aunque no sea un éxito perfecto."
En el lado negativo, Nicolas Schaller, de L'Obs, resume que se trata de "una película de casa encantada bajo el agua: la idea implicaba verdaderos retos de dirección. Tanto esfuerzo para tan poco efecto. Cuanto más escasea el aire, más agua traga el guión. Es la apnea de todos los peligros, y de todos los clichés"; y Jérémie Couston, de Télérama, admite que "hay que esperar cuarenta dolorosos minutos para que la historia se incline finalmente hacia lo fantástico, pero, por desgracia, sin dejar el menor espacio para el misterio. ¡Se queda sin aire!"